# Chanel (pes)
Chanel (6. března 1988 – 28. srpna 2009) byla fena jezevčíka původem z New Yorku. V Guinnessově knize rekordů je zapsána jako jeden z nejstarších psů vůbec. Za vůbec nejstarší byla považována až do konce roku 2010, kdy byl na tento rekord nominován pes (německý ovčák) Mister (1991–2013). Ani ten ale již není současným rekordmanem: je jím australský honácký pes jménem Bluey, který se dožil 29 let a pěti měsíců.

## Život
V roce 1988, když bylo Chanel šest týdnů, si ji paní Shaughnessyová, v té době svobodná matka, vzala z útulku. Paní Shaughnessyová sloužila v armádě Spojených států v Newport News ve Virginii. Kdo byl předchozím majitelem fenky, není známo.
Se svojí novou majitelkou se Chanel poměrně často stěhovala, dokonce spolu byli 6 let v Německu. V době, kdy již byla Chanel na jezevčíka stará, se začaly objevovat první nemoci a problémy se zdravím. Začala nosit tónované brýle kvůli šedému zákalu a později již ani sama nechodila a její majitelka ji buďto nosila nebo vozila v kočárku. Také nosila speciální oblečení pro psy, protože špatně snášela chlad.
Chanel zemřela z přirozených příčin 28. srpna 2009 domě své paní v Port Jefferson Station v New Yorku, ve věku 21 let. Chanelino tělo bylo zpopelněno. Sky News mylně uváděly, že zemřela v lednu 2010, redaktoři si ji totiž spletli s jiným jezevčíkem, jménem Otto. Ten je v žebříčku nejstarších psů na 13. pozici, tedy hned za Chanel, která je v současnosti 12.

## Nominace
Chanel byla nominována na titul nejstaršího psa na světově svojí majitelkou Shaughnessyovou poté, co si všimla, že její fena je starší než poslední nejstarší pes. Předchozí držitel Butch zemřel již v roce 2003. Majitelka Chanel předala písemné záznamy, které dokazují Chanelin věk, jednalo se především o vojenské záznamy, jelikož každý voják musí svého psa již při koupi/adopci zapsat. Správci Guinnessovy knihy rekordů tedy oficiálně Chanel uznali jako nejstaršího psa světa.
Na krátkou dobu se Chanel stala i celebritou v USA. Účinkovala v několika show, také se s majitelkou zúčastňovala dobročinných akcí.